# 欣瓜爾
12°33′S 16°20′E / 12.550°S 16.333°E
欣瓜爾（Chinguar）是安哥拉的市鎮，位於該國中部，由比耶省負責管轄，始建於1810年，面積3,054平方公里，2006年該城鎮人口388,886，人口密度每平方公里127人。